# Шоден (Німеччина)
Шоден (нім. Schoden) — громада в Німеччині, розташована в землі Рейнланд-Пфальц. Входить до складу району Трір-Саарбург. Складова частина об'єднання громад Саарбург.
Площа — 5,14 км2. Населення становить 686 ос. (станом на 31 грудня 2020).